# Living Legends
Living Legends – szósty studyjny album duetu 8Ball & MJG. Został wydany 11 maja 2004 roku. Album sprzedał się w ponad 750.000 egzemplarzach, w pierwszym tygodniu w 121.000 kopiach. Zadebiutował na 3. miejscu notowania Billboard 200.

## Lista utworów
| Nr | Tytuł                        | Producent(ci)                       | Goście        | Czas |
| -- | ---------------------------- | ----------------------------------- | ------------- | ---- |
| 1  | "Intro"                      | Shondrae                            |               | 1:14 |
| 2  | "You Don't Want Drama"       | Shondrae                            | Diddy         | 4:34 |
| 3  | "Straight Cadillac Pimpin'"  | Davour & Vanex                      | Shannon Jones | 4:59 |
| 4  | "We Do It"                   | Nashiem Myrick                      |               | 5:09 |
| 5  | "The Streets"                | The Wunda Twinz                     | Bun B         | 4:15 |
| 6  | "Mad Rapper" (Interlude)     | Deric "D-Dot" Angelettie            |               | 1:16 |
| 7  | "Shot Off"                   | Davour & Vanex                      | Ludacris      | 5:20 |
| 8  | "When It's On"               | Yogi                                | Diddy         | 5:06 |
| 9  | "Trying to Get at You"       | Gorilla Tek                         | 112           | 4:18 |
| 10 | "Baby Girl"                  | Yogi                                | Diddy         | 4:17 |
| 11 | "Get a Kit" (Interlude)      | Anthony "Scoe" Walker               |               | 1:47 |
| 12 | "Forever"                    | Shondrae                            | Lloyd         | 5:00 |
| 13 | "Look at the Grillz"         | Lil Jon                             | Twista & T.I. | 5:20 |
| 14 | "Living Legends" (Interlude) | Shondrae                            |               | 1:10 |
| 15 | "Don't Make"                 | Shondrae                            |               | 5:24 |
| 16 | "Memphis City Blues"         | Red Spyda                           |               | 4:48 |
| 17 | "Gangsta"                    | Deric "D-Dot" Angelettie & Pop-Trax |               | 3:42 |
| 18 | "Confessions"                | Cool & Dre                          | Poo Bear      | 4:33 |

## Notowania
Album
| Rok  | Notowanie              | Pozycja |
| ---- | ---------------------- | ------- |
| 2004 | The Billboard 200      | 3       |
| 2004 | Top R&B/Hip-Hop Albums | 1       |

Singiel
| Utwór                  | Notowanie                  | Pozycja |
| ---------------------- | -------------------------- | ------- |
| "You Don't Want Drama" | U.S. Hot R&B/Hip-Hop Songs | 13      |